# Lydiah Chepkurui
Lydiah Tum Chepkurui, kenijska atletinja, * 23. avgust 1984, Kenija.
Ni nastopila na. Na svetovnih prvenstvih je v teku na 3000 m z zaprekami osvojila srebrno medaljo leta 2013.